# 雅克-热尔曼·苏夫洛

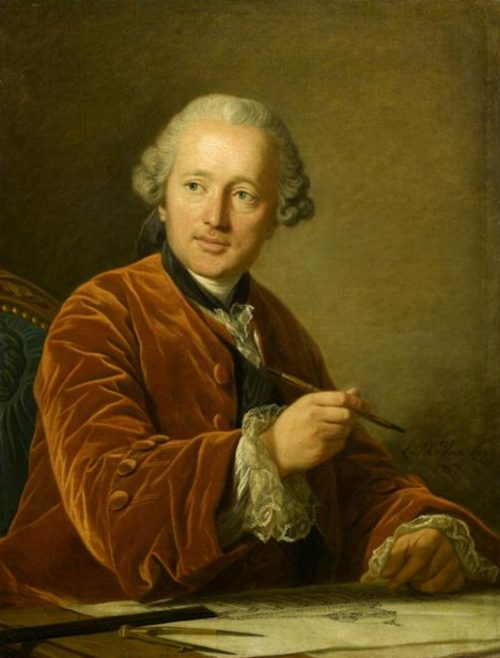
雅克-热尔曼·苏夫洛画像

雅克-热尔曼·苏夫洛（法語：Jacques-Germain Soufflot，法語發音：[ʒak ʒɛʁmɛ̃ suflo]），是一位法国新古典主义时期的建筑师。1713年7月22日生于欧塞尔附近的伊朗锡，1780年8月29日卒于巴黎。

## 主要作品
其重要作品为：巴黎的先贤祠、里昂医院等。其后期作品（如巴黎先贤祠）追求将古希腊罗马时代建筑中宏伟與纯净的元素，和中世纪哥德式建築中结构力学的进步及其轻盈、光感的美学特點相结合。